# 富士宮駅伝競走大会
富士宮駅伝競走大会（ふじのみやえきでんきょうそうたいかい）は静岡県富士宮市で毎年1年に1回開催される駅伝である。富士宮市役所からスタートし、白糸の滝までを往復する。市民をはじめ、実業団や箱根駅伝出場の強豪チームなども参加する。部門としては、一般の部、高校の部、中学の部、女子の部が存在する。
初代優勝は柚野青年団

## 歴史
1950年（昭和25年）に白糸の滝が観光百選になったのを記念し1951年（昭和26年）に第1回大会が開催された歴史ある大会で、2025年2月9日で75回めの開催となる。22回大会には、宗茂、宗猛が参加、44回大会は、雪のための中止、71回と72回大会は新型コロナウイルス感染症のため中止となっている。

## コース及び区間
現行のルート。
- 第1区 5.4km 富士宮市役所→富士山本宮浅間大社→富士宮北高等学校→寶屋（タカラヤ）　高低差上り101m
- 第2区 4.6km 寶屋（タカラヤ）→山宮小学校→北山駐在所東側　高低差上り90m
- 第3区 5.5km 北山駐在所東側→北山本門寺→北山中学校→県道414号線経由→白糸の滝駐車場　高低差上り179m
- 第4区 6.8km 白糸の滝駐車場→狩宿の下馬桜→上野中学校北側→下条駐在所西側　高低差下り191m
- 第5区 5.0km 下条駐在所西側→県道414号線経由→寶屋（タカラヤ）　高低差下り78m
- 第6区 5.4km 寶屋（タカラヤ）→富士宮市役所(第1区の逆走ルート)　高低差下り101m

全長32.7km　高低差370m

## 特徴
第1の特徴として、高低差が大きいことが挙げられ、高低差は約370mある。また、コースが市内の様々な文化財を網羅できるよう周るように形成されており、白糸の滝や大石寺、富士山本宮浅間大社、狩宿の下馬ザクラなど多々ある。毎年東京農業大学が応援に来ており、この駅伝の風物詩となっている。